# Sun Jie
Sun Jie (chiń. 孙杰; ur. 13 czerwca 1988 r. w Fuyang, Zhejiang) – chiński wioślarz, reprezentant chiński w wioślarskiej dwójce podwójnej wagi lekkiej na Letnich Igrzyskach Olimpijskich w Pekinie.

## Osiągnięcia
- Mistrzostwa Świata - Monachium 2007 - dwójka podwójna wagi lekkiej - 9. miejsce[1][2].
- Igrzyska Olimpijskie - Pekin 2008 - dwójka podwójna wagi lekkiej - 5. miejsce[1][2].